# Hohenloher Tagblatt
Das Hohenloher Tagblatt ist eine deutsche Tageszeitung aus Crailsheim, die dem Verband Südwest Presse angehört. Sie erscheint im Verlag der neuen Pressegesellschaft GmbH & Co KG und führt eine enge Zusammenarbeit mit den Redaktionen der Partnerzeitungen Rundschau für den Schwäbischen Wald – Der Kocherbote sowie dem Haller Tagblatt. Die Zeitung wird täglich veröffentlicht, ausgenommen sind hiervon Sonn- und Feiertage. Das Hohenloher Tagblatt besitzt keine eigene Online-Redaktion und veröffentlicht somit auch keine ausschließlich online verfügbaren Artikel. Es ist jedoch ein E-Paper auf der Internetseite der Südwest Presse verfügbar.